# Indianapolis 500 1932

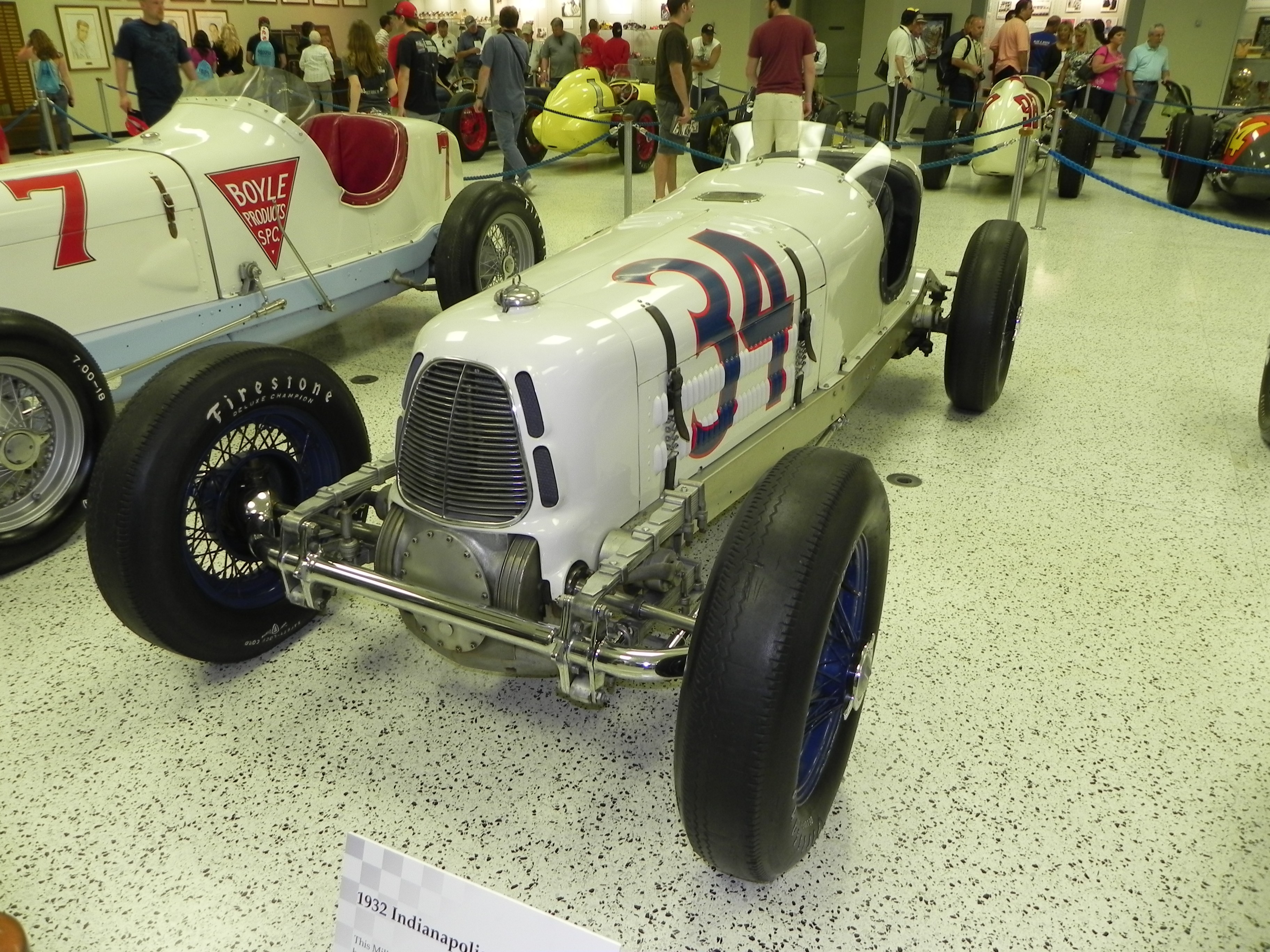
Der Wetteroth-Miller, Siegerwagen von Fred Frame 1932

Das 20. Indianapolis 500 (offiziell 20nd 500 Mile International Sweepstakes Race) auf dem Indianapolis Motor Speedway fand am 30. Mai 1932 statt.

## Das Rennen
Das Rennen ging über eine Distanz von 200 Runden à 4,023 km, was einer Gesamtdistanz von 804,672 km entspricht. Aus der Pole-Position startete Lou Moore mit einer Vierrunden-Durchschnittszeit von 5:06.74 Min. oder 117,363 mph (188,877 km/h). Das Rennen war der erste Lauf zur AAA-Saison 1932.

## Ergebnisse

### Startaufstellung
| Reihe | Innen               | Mitte          | Außen           |
| ----- | ------------------- | -------------- | --------------- |
| 1     | Lou Moore           | Billy Arnold   | Bryan Saulpaugh |
| 2     | Russ Snowberger     | Ira Hall       | Howdy Wilcox II |
| 3     | Louis Meyer         | Paul Bost      | Billy Winn      |
| 4     | Cliff Bergere       | Luther Johnson | Bill Cummings   |
| 5     | Frank Brisko        | Bob Carey      | Joe Huff        |
| 6     | Wesley Crawford     | Pete Kreis     | Al Miller       |
| 7     | Deacon Litz         | Tony Gulotta   | Joe Russo       |
| 8     | Wilbur Shaw         | Al Aspen       | Bob McDonogh    |
| 9     | Stubby Stubblefield | Phil Shafer    | Fred Frame      |
| 10    | Gus Schrader        | Chet Miller    | Louis Schneider |
| 11    | Ernie Triplett      | Malcolm Fox    | Johnny Krieger  |
| 12    | Ray Campbell        | Freddie Winnai | Juan Gaudino    |
| 13    | Al Gordon           | Zeke Meyer     | Doc MacKenzie   |
| 14    | Kelly Petillo       |                |                 |

### Schlussklassement
| Pos. | Nr. | Name                                                     | Chassis    | Motor      | Zeit/Rückstand              | Qualifikation ø 4 Rd. mph | Start |
| ---- | --- | -------------------------------------------------------- | ---------- | ---------- | --------------------------- | ------------------------- | ----- |
| 1    | 34  | Fred Frame                                               | Wetteroth  | Miller     | 4:48:03.79 Std. 104,144 mph | 113,856                   | 27    |
| 2    | 6   | Howdy Wilcox II (R)                                      | Stevens    | Miller     | 200                         | 113,468                   | 6     |
| 3    | 22  | Cliff Bergere                                            | Rigling    | Studebaker | 200                         | 111,503                   | 10    |
| 4    | 61  | Bob Carey (R)                                            | Stevens    | Miller     | 200                         | 111,070                   | 14    |
| 5    | 4   | Russ Snowberger                                          | Snowberger | Hupmobile  | 200                         | 114,326                   | 4     |
| 6    | 37  | Zeke Meyer                                               | Rigling    | Studebaker | 200                         | 110,745                   | 38    |
| 7    | 35  | Ira Hall abgelöst Eddie Meyer Rd. 115 – 124              | Stevens    | Duesenberg | 200                         | 114,206                   | 5     |
| 8    | 65  | Freddie Winnai                                           | Duesenberg | Duesenberg | 200                         | 108,755                   | 35    |
| 9    | 2   | Billy Winn abgelöst James Patterson Rd. 98 – 200         | Duesenberg | Duesenberg | 200                         | 111,801                   | 9     |
| 10   | 55  | Joe Huff abgelöst Dusty Farnow Rd. 99 – 155              | Duesenberg | Duesenberg | 200                         | 110,402                   | 15    |
| 11   | 33  | Phil Shafer                                              | Rigling    | Buick      | 197                         | 110,708                   | 26    |
| 12   | 36  | Kelly Petillo (R)                                        | Whippet    | Miller     | 189                         | 104,645                   | 40    |
| 13   | 25  | Tony Gulotta                                             | Rigling    | Studebaker | 184                         | 108,896                   | 20    |
| 14   | 15  | Stubby Stubblefield                                      | Adams      | Miller     | 178                         | 112,899                   | 25    |
| 15   | 18  | Pete Kreis                                               | Rigling    | Studebaker | 178 (Unfall)                | 110,270                   | 17    |
| 16   | 46  | Luther Johnson                                           | Rigling    | Studebaker | 164 (loses Rad)             | 111,218                   | 11    |
| 17   | 3   | Wilbur Shaw                                              | Miller     | Miller     | 157 (Radaufhängung)         | 114,326                   | 22    |
| 18   | 24  | Deacon Litz                                              | Duesenberg | Duesenberg | 152 (Lenkung)               | 109,546                   | 19    |
| 19   | 10  | Bill Cummings abgelöst Frank Brisko Rd. 106 – 128        | Stevens    | Miller     | 151 (Kurbelwelle)           | 111,204                   | 12    |
| 20   | 57  | Malcolm Fox (R)                                          | Studebaker | Studebaker | 132 (Defekt)                | 111,149                   | 32    |
| 21   | 9   | Chet Miller abgelöst Al Miller Rd. 101 – 125             | Hudson     | Hudson     | 125 (Motor)                 | 111,053                   | 29    |
| 22   | 7   | Ernie Triplett                                           | Miller     | Miller     | 125 (Kupplung)              | 114,935                   | 31    |
| 23   | 1   | Louis Schneider (W) abgelöst Bill Cummings Rd. 110 – 118 | Stevens    | Miller     | 125 (Defekt)                | 110,681                   | 30    |
| 24   | 41  | Joe Russo                                                | Rigling    | Duesenberg | 107 (Lenkung)               | 108,791                   | 21    |
| 25   | 8   | Lou Moore                                                | Miller     | Miller     | 79 (Getriebe)               | 117,363                   | 1     |
| 26   | 14  | Juan Gaudino (R) abgelöst Joseph Bonadeo Rd. 65 – 69     | Chrysler   | Chrysler   | 71 (Kupplung)               | 107,466                   | 36    |
| 27   | 29  | Al Miller (R)                                            | Hudson     | Hudson     | 66 (Motor)                  | 110,129                   | 18    |
| 28   | 42  | Doc MacKenzie (R)                                        | Studebaker | Studebaker | 65 (Motor)                  | 108,154                   | 39    |
| 29   | 32  | Frank Brisko                                             | Stevens    | Miller     | 61 (Kupplung)               | 111,149                   | 13    |
| 30   | 72  | Ray Campbell (R)                                         | Graham     | Graham     | 60 (Kurbelwelle)            | 108,969                   | 34    |
| 31   | 5   | Billy Arnold (W)                                         | Summers    | Miller     | 59 (Unfall)                 | 116,290                   | 2     |
| 32   | 27  | Bryan Saulpaugh (R)                                      | Miller     | Miller     | 55 (Ölverlust)              | 114,369                   | 3     |
| 33   | 16  | Louis Meyer (W)                                          | Stevens    | Miller     | 50 (Kurbelwelle)            | 112,471                   | 7     |
| 34   | 21  | Al Aspen                                                 | Duesenberg | Studebaker | 31 (Lenkung)                | 108,008                   | 23    |
| 35   | 49  | Johnny Krieger (R)                                       | Duesenberg | Duesenberg | 30 (Lenkung)                | 109,276                   | 33    |
| 36   | 48  | Wesley Crawford                                          | Miller     | Duesenberg | 28 (Kurbelwelle)            | 110,396                   | 16    |
| 37   | 17  | Paul Bost                                                | Cooper     | Miller     | 18 (Kurbelwelle)            | 111,885                   | 8     |
| 38   | 58  | Bob McDonogh                                             | Miller     | Miller     | 17 (Ölverlust)              | 113,276                   | 24    |
| 39   | 45  | Gus Schrader (R)                                         | Miller     | Miller     | 7 (Unfall)                  | 112,003                   | 28    |
| 40   | 26  | Al Gordon (R)                                            | Miller     | Miller     | 3 (Unfall)                  | 111,290                   | 37    |

(W)=früherer Gewinner / (R)=Rookie / alle Starter auf Firestone-Reifen

### Führungsrunden
| Fahrer          | Anzahl |
| --------------- | ------ |
| Fred Frame      | 58     |
| Billi Anrold    | 57     |
| Bob Carey       | 36     |
| Wilbur Shaw     | 27     |
| Ernie Triplett  | 14     |
| Ira Hall        | 6      |
| Howdy Wilcox II | 1      |
| Lou Moore       | 1      |